# Amietophrynus brauni
Amietophrynus brauni là một loài cóc thuộc họ Bufonidae.
Đây là loài đặc hữu của Tanzania.
Môi trường sống tự nhiên của chúng là rừng ẩm vùng đất thấp nhiệt đới hoặc cận nhiệt đới, vùng núi ẩm nhiệt đới hoặc cận nhiệt đới, vùng cây bụi khô khu vực nhiệt đới hoặc cận nhiệt đới, sông ngòi, và rừng trước đây suy thoái nghiêm trọng.
Chúng hiện đang bị đe dọa vì mất nơi sống.